# Huimilpan
Huimilpan és un municipi de l'estat de Querétaro. Huimilpan és el cap de municipi i principal centre de població d'aquesta municipalitat. Aquest municipi és a la part sud-est de l'estat de Querétaro.